# Zneațovo, Muncaci
Zneațovo (în ucraineană Зняцьово) este localitatea de reședință a comunei Zneațovo din raionul Muncaci, regiunea Transcarpatia, Ucraina.

## Demografie
Componența lingvistică a localității Zneațovo
     Ucraineană (99,18%)
     Alte limbi (0,65%)
Conform recensământului din 2001, majoritatea populației localității Zneațovo era vorbitoare de ucraineană (99,18%), existând în minoritate și vorbitori de alte limbi.